# Paulo de Silva
Andrzej Paulo de Silva ps. „Szczęsny” (ur. 9 sierpnia 1904, zm. 5 stycznia 1970) – kapitan, uczestnik powstania warszawskiego jako dowódca IV kompanii w Zgrupowaniu „Bartkiewicz”.
Od 1 sierpnia do 10. dnia powstania warszawskiego 1944 pełnił funkcję zastępcy majora Włodzimierza Zawadzkiego (ps. „Bartkiewicz”) – dowódcy Zgrupowania „Bartkiewicz” walczącego w Śródmieściu. 7 września 1944 został ciężko ranny i znalazł się w szpitalu polowym przy ul. Koszykowej 51.